# ميخائيل كولينز (لاعب اتحاد الرغبي نيوزيلندي)
ميخائيل كولينز (بالإنجليزية: Michael Collins)‏ هو لاعب اتحاد الرغبي نيوزيلندي، ولد في 10 مايو 1974 في نيو بلايموث في نيوزيلندا.

## وصلات خارجية
- ميخائيل كولينز (لاعب اتحاد الرغبي نيوزيلندي) على موقع ItsRugby.co.uk (الإنجليزية)